# (35470) 1998 EC8
1998 EC8 (asteroide 35470) é um asteroide da cintura principal. Possui uma excentricidade de 0.01220270 e uma inclinação de 3.37675º.
Este asteroide foi descoberto no dia 2 de março de 1998 por Beijing Schmidt CCD Asteroid Program em Xinglong.